# Noseley
Noseley – wieś w Anglii, w hrabstwie Leicestershire, w dystrykcie Harborough. Leży 17 km na wschód od miasta Leicester i 131 km na północny zachód od Londynu.